# A Kaptár 2. – Apokalipszis
A Kaptár 2. – Apokalipszis (Resident Evil: Apocalypse) egy 2004-ben bemutatott amerikai sci-fi-horrorfilm. Rendezője Paul W.S. Anderson, főszereplői Milla Jovovich, Sienna Guillory és Ódéd Fehr. A film a Resident Evil játéksorozat alapján készült, A Kaptár című film folytatása, és A Kaptár 3. – Teljes pusztulás előzménye.

## Szereplők
- Milla Jovovich – Alice (magyar hang:[2] Détár Enikő)
- Sienna Guillory – Jill Valentine (magyar hang: Bertalan Ágnes)
- Ódéd Fehr – Carlos Olivera (magyar hang: Dolmány Attila)
- Thomas Kretschmann – Cain őrnagy (magyar hang: Rosta Sándor)
- Jared Harris – Dr. Ashford (magyar hang: Juhász György)
- Sophie Vavasseur – Angie Ashford (magyar hang: Kántor Kitty)
- Razaaq Adoti – Peyton Wells (magyar hang: Barát Attila)
- Mike Epps – L.J. (magyar hang: Szűcs Sándor)
- Razaaq Adoti – Peyton Wells (magyar hang: Zakariás Éva)
- Iain Glen – Dr. Isaacs

## Cselekmény
A Kaptárból kiszabadul a vírus és hatalmas méreteket ölt Racoon City-ben. A várost körülzárták, nincs ki be járás. A Védernyő kimenekíti a fontos embereket onnan, ezt teszik Dr. Ashford-al is, de sajnos a lánya már nem jár ilyen szerencsével. A doki ezt nem tudja elviselni, és megoldást próbál keresni. A város térfigyelő kameráit felhasználva kideríti hol van a lánya. Tovább kutat a kamerákon keresztül, és talál egy csapatot, akiknek felajánlja, hogy ha elviszik neki a lányát, ő cserébe kijuttatja őket a városból. A társaság, mivel tudják, hogy a várost hamarosan felrobbantják a fertőzés féken tartása végett, elfogadja a doki ajánlatát, és elindul a lányért. Útjuk vérszomjas zombikon keresztül vezet, és ha ez még nem lenne elég, egy új titkos fegyvert is bevetett a Védernyő, egy vérprofi gyilkoló gépet, a Nemesist.

## Fogadtatás
A film világszerte 129,4 millió dollár bevételt szerzett. 2005-ben jelölték Szaturnusz-díjra, Directors Guild of Canada és Genie Awards díjakra, az utóbbiból kettőt a producerek és a hangvágók el is nyertek.